# 双斑树蛙
双斑树蛙（学名：Rhacophorus bipunctatus）为树蛙科树蛙属的两栖动物，其种加词“bipunctatus”意为“双斑的”。分布于亚洲东南部。该物种的模式产地在印度。已经确定分布区包括印度，缅甸和中国南部西藏等地，但可能分布区范南达马来西亚。

## 保护
本种于2023年被收录入《有重要生态、科学、社会价值的陆生野生动物名录》。